# Publi Valeri Publícola (cònsol 475 aC)
Publi Valeri Publícola (en llatí Publius Valerius P. F. Volusi N. Publicola) va ser un magistrat romà. Era fill de Publi Valeri Publícola I (Publius Valerius Volusi F. Publicola), un dels fundadors de la República Romana. Formava part de la gens Valèria i portava el sobrenom de Publícola atorgat al seu pare.
Va ser elegit cònsol per primera vegada el 475 aC juntament amb Gai Nauci Rutil I i va derrotar a la ciutat de Veïs i al poble dels sabins, obtenint en conseqüència els honors del triomf. Va ser interrex l'any 462 aC i cònsol per segona vegada el 460 aC amb Gai Claudi Sabí Regil·lense, any en què va morir durant la reconquesta de l'edifici del Capitoli que havia caigut a mans del cap revolucionari Appi Herdoni.